# Shady Dale
Shady Dale – miasto w Stanach Zjednoczonych, w stanie Georgia, w hrabstwie Jasper.